# Tarnaméra
Tarnaméra è un comune dell'Ungheria di 1.573 abitanti (dati 2001). È situato nella contea di Heves.